# Holzthum
Holzthum är en ort i Luxemburg.   Den ligger i distriktet Diekirch, i den norra delen av landet, 40 kilometer norr om huvudstaden Luxemburg. Holzthum ligger 507 meter över havet och antalet invånare är 143.
Terrängen runt Holzthum är platt åt nordväst, men åt sydost är den kuperad. Holzthum ligger uppe på en höjd.  Närmaste större samhälle är Ettelbruck, 15,4 kilometer söder om Holzthum. 
I omgivningarna runt Holzthum växer i huvudsak blandskog. Runt Holzthum är det ganska glesbefolkat, med 35 invånare per kvadratkilometer.